# Marc Dex
Marc Dex est un chanteur belge né en 1943. Il était populaire dans les années 1960 en Belgique. Sa fille connue est Barbara Dex.